# Virágpor

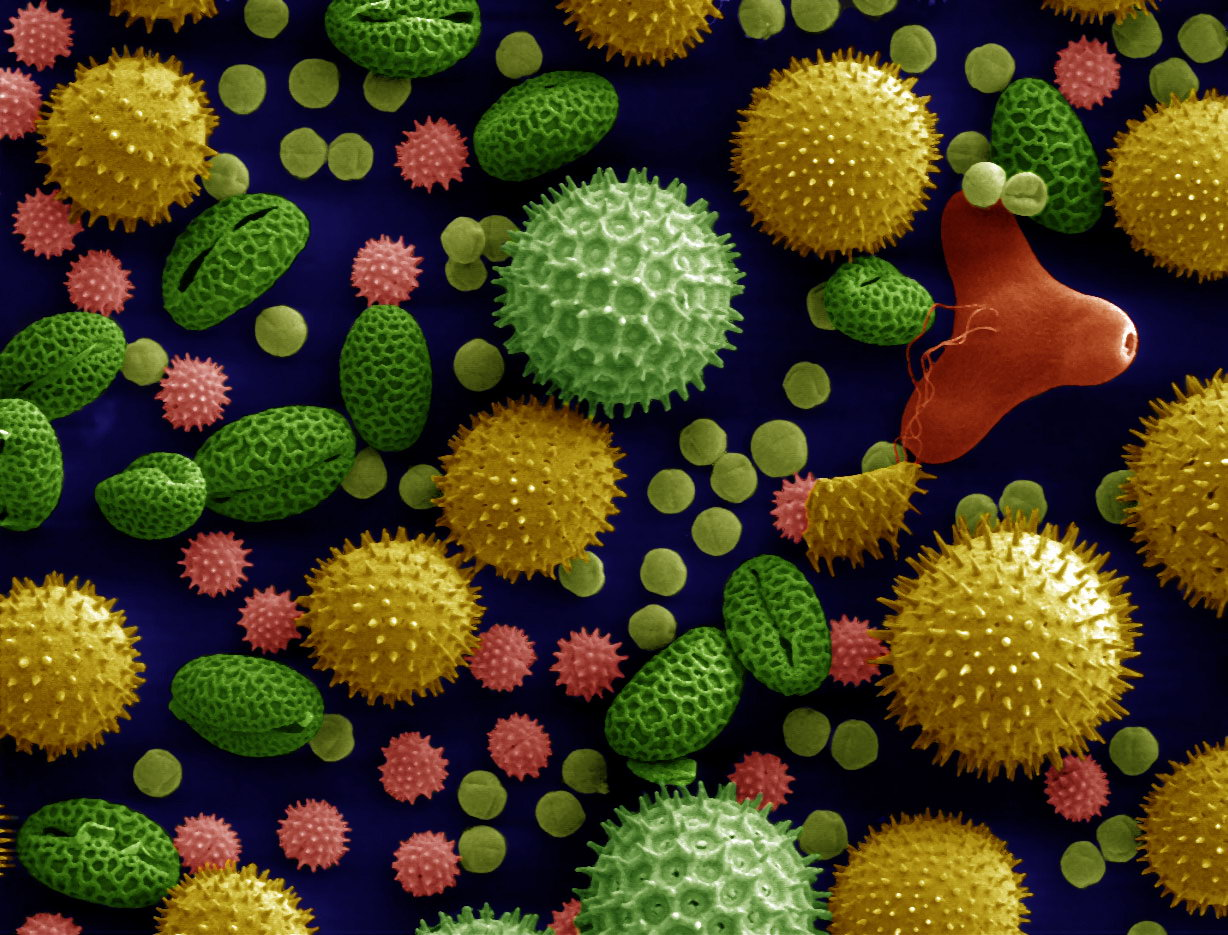
Pollenszemek – pásztázó elektronmikroszkópos kép

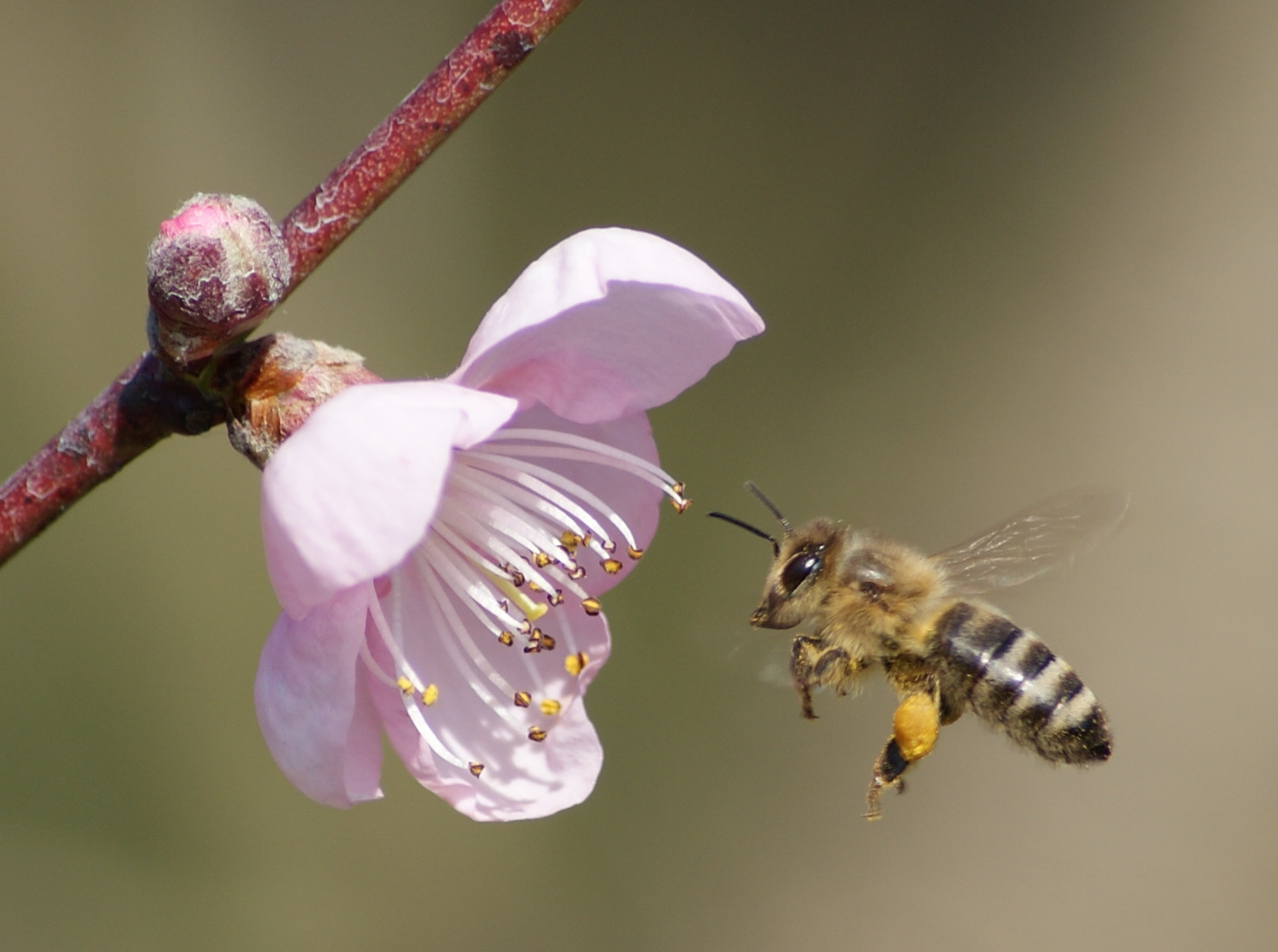
Virágport gyűjtő házi méh

A virágpor (pollen) a virágos növények szaporodása során a megporzásban szerepet játszó, a harasztok mikrospóráival homológ finom por, bioaeroszol (neve latinul lisztet jelent).
A zárvatermő növények virágában a hím ivartájnak, az andröceumnak fő alkotóelemei a porzók (stamen). A porzók portokból (anthera) és porzószálból (filamentum) épülnek fel. A portokok egy-vagy két portokfélből (theca) állnak, melyekben pollenzsákok (loculamentum) találhatók. A portokfeleket a csatló (connectivum) köti össze.
Mindkét portokfélben 2-2 pollenzsák van, ezek archespórium-szövetéből pollen-anyasejtek keletkeznek, melyekben számfelező osztódással (meiózissal) haploid (n) kromoszómaszámú pollenszemek jönnek létre.
A kisméretű pollen szél-, a nagyméretű rovarbeporzásra utal.
Főleg a kisméretű pollenszemek okozzák az arra érzékenyek betegségét, amit pollenallergiának, pollinózisnak vagy szénanáthának neveznek.

## Szerkezete

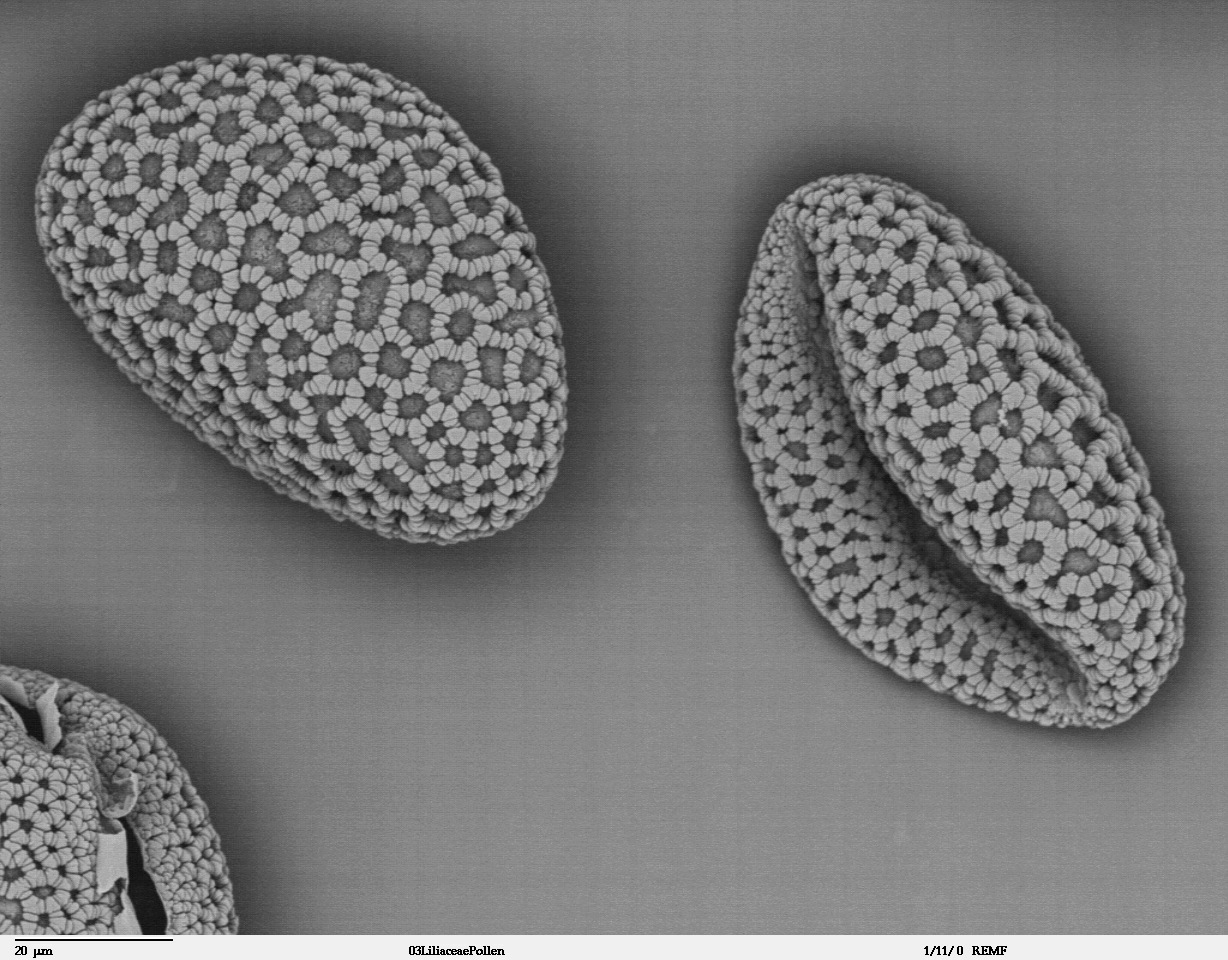
Pásztázó elektronmikroszkópos felvétel az aranycsíkos liliom (Lilium auratum) virágporszemeiről

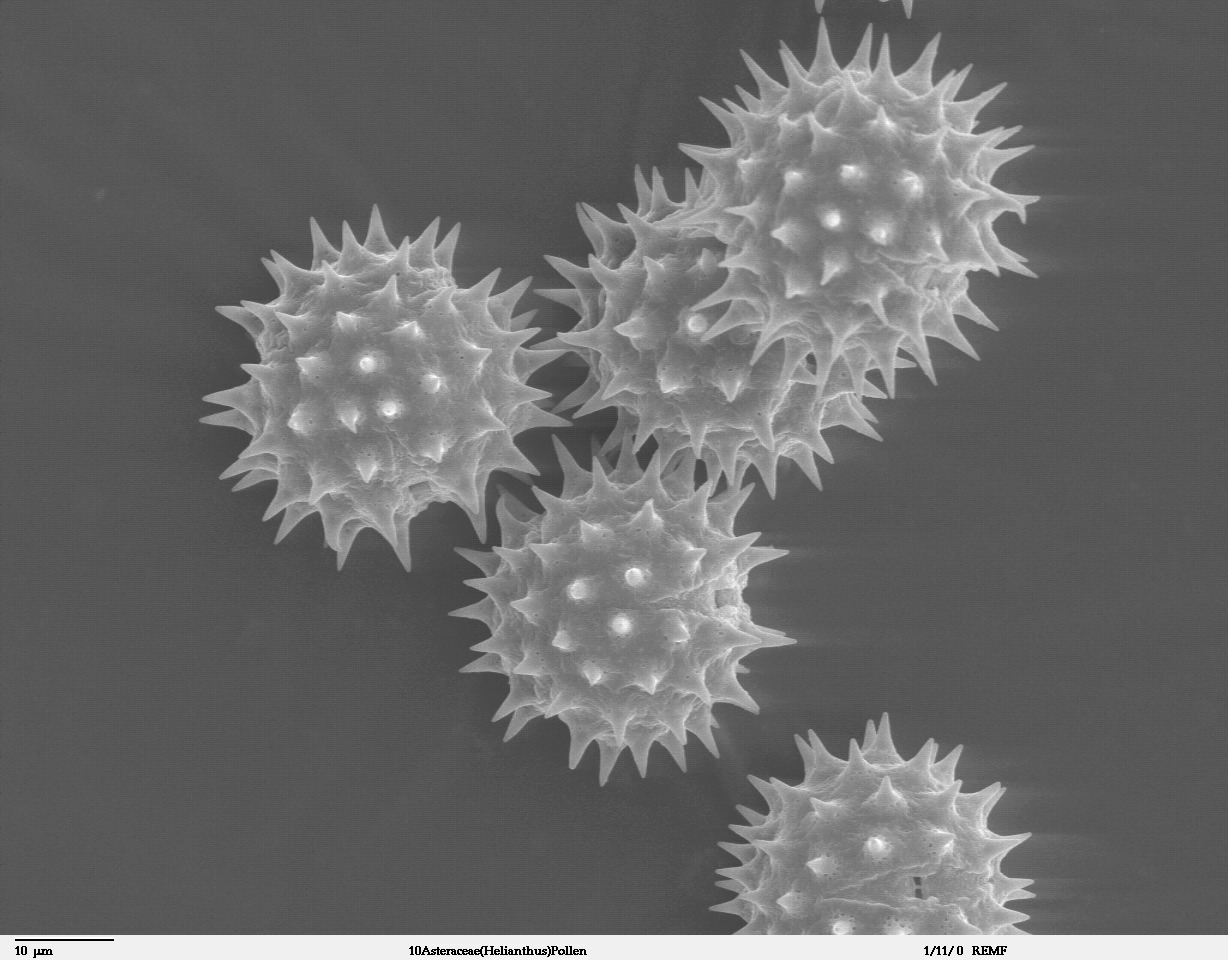
Pásztázó elektronmikroszkópos felvétel a napraforgó (Helianthus annuus) pollenjéről

Minden pollenszem tartalmaz vegetatív (nem reproduktív) sejteket (a legtöbb zárvatermőnél egyetlen sejtet, de más magvas növénynél többet) és egy generatív (reproduktív) sejtet, ami két sejtmaggal rendelkezik: az egyik a vegetatív mag (ez fejleszti a pollentömlőt), a másik a spermatogén mag (ami két hímivarsejtté osztódik). A sejtek csoportját egy cellulózból álló sejtfal és egy vastag, durva, sporoporellinből álló külső fal veszi körül.
A pollen a pollenzsákokban (microsporangium) termelődik (melyeket a zárvatermők virágában található porzó, illetve a toboztermők és más virágosnövény-törzsek hím toboza tartalmaz). A pollenszemek mérete, formája és felülete jellemző egy adott fajra nézve (lásd a jobb oldali elektronmikroszkópos felvételeket), és alkalmas lehet a filogenetikus viszonyok megállapítására is. A legtöbb, de nem mindegyik, gömb alakú. A fenyőké (Pinus, Abies, Picea) szárnyalt. A legkisebb pollenszem a nefelejcsé (Myosotis spp.), mintegy 6 µm (0,006 mm) átmérőjű. A pollenek elemzésével a palinológia (mikropaleontológia) foglalkozik, hasznos segédtudománya a paleoökológiának, az őslénytannak, a régészetnek és a törvényszéki tudományoknak. Mivel a virágpor (és a spórák) nehezen bomlanak le, az egyes földtani rétegekben talált fosszilis maradványokból következtetni lehet az akkori uralkodó vegetációra, abból pedig a környezeti és éghajlati viszonyokra.
A zárvatermőkben a virág fejlődésének kezdetén a portok differenciálatlannak látszó sejtekből áll (kivéve egy részben differenciálódott dermiszt). A virág fejlődése során négy sejtcsoportosulás jelenik meg, melyek pollenzsákokká alakulnak (a nyitvatermőknél változatos számú pollenzsák lehetséges). A spermatogén sejteket steril sejtek rétegei veszik körül, melyekből a pollenzsák fala alakul ki. Egyes sejtek táplálószövetet alkotnak a spermatogén sejtből meiózissal keletkező mikrospórák számára. Négy haploid mikrospóra keletkezik minden diploid spermatogén sejtből, ezek megérése vezet a virágporszem kialakulásához. A kallóz-falakkal elhatárolt mikrospórák kialakulása után kifelé történő (centrifugális) sejtfalvastagodással megkezdődik a virágporszem falának kialakulása. A kallózfalat a kalláz enzim felbontja, a szabaddá vált pollenszemek növekednek, kialakul egyedi formájuk, illetve a kiszáradástól jól védő kettős burok (a szárazföldi növényeknél): a pollenfal külső része a főleg nagy ellenálló képességű sporoporellinből, valamint terpénekből álló exine, a belső a poliuronsavakból vagy poliuronsavak és poliszacharidok keverékéből felépített, belső oldalán cellulózt tartalmazó intine. Az exine jól konzerválódik, általában ez az, ami megmarad a fosszíliákban.
Az exine két részre osztható: belső, homogén rétege a nexine. Külső, oszlopocskákat/nyúlványokat tartalmazó (columellae/baculae) rétege a sexine. Utóbbi felületén kialakulhat egy nagyrészt összefüggő fedőrész, a tectum vagy tektátus, melynek üregeiben olaj, viasz, pollenkitt halmozódhat fel. Ha a tectum nem alakul ki, a pollen intektátus. Az exine vékonyan maradt helyein apertúrák (csíranyílások, -hasítékok) lehetnek, ezeken keresztül lép ki a tömlő a pollenszemből.
Az előtelep (microprothallium) a mikrospóra belsejében alakul ki, de rendkívül redukált. Az osztódási folyamatok végére mindig kialakul egy vegetatív mag és egy spermatogén sejt, mely 2 mikrogamétát (hímivarsejtet) hoz létre. A bibére jutott virágporszemek csírázását követően a vegetatív mag fejleszti a bibeszál sejtközötti járataiba a pollentömlőt, szifót, melyen át a spermasejtek a petesejthez jutnak. 

### Nyílások a pollenen
A virágporszemek exinéjén jelen lehet egy vagy több nyílás (apertúra, hasíték). Ezek csoportosíthatók kolpát, szulkát és porát típusokra. A szulkát típusúaknak a hasíték a disztális oldal közepén megy keresztül, a kolpátok hasítékai máshol találhatók. A porát virágporszemek hasítékok helyett pórusokat tartalmaznak. A nyílások iránya és száma egyes rendszertani csoportokra jellemző tulajdonság. A zárvatermők két nagy csoportra oszthatók: a valódi kétszikűeknek három kolpátjuk van (trikolpát, háromfelnyílású pollen), a másik nagy csoportnak egy szulkuszuk van (monoszulkát). A szulkát típus, Tahtadzsján (1959) szerint, a legprimitívebb, majd a triporát és trikolpát következik, a legfejlettebb típus pedig a poliporát vagy pánporát virágpor. Faegri és Iversen (1964) is egyetértenek vele abban, hogy filogenetikus szempontból a hasítékos virágpor a primitív forma, és a pórusos a később kifejlődött változat.
Pollentípusok hasítékok szerint
- Inaperturált (csíranyílás-nélküli), illetve kriptoaperturált (rejtett csíranyílású, nem látszik ektoapertúra): főleg a korán divergáló zárvatermők és egyszikűek, de a valódi kétszikűek között is előfordul. Ilyen például a nyárfa, boróka, tiszafa virágpora. A kétlaki növényekhez köthető steril változata, ami rovarok vonzására vagy táplálására szolgál, legalább hat alkalommal kifejlődött a valódi kétszikűekben (pontosabban: a core eudicots kládban) az evolúció során. Termékeny változata szintén több alkalommal kifejlődött, de viszonylag kevés fajban. A kivételek közé tartozik a kutyatejfélék Crotoneae nemzetségcsoportja (Crotonoideae alcsalád), kb. 1500 fajjal, illetve a meténgfélék két alcsaládja (Secamonoideae és Asclepiadoideae) kb. 2500, termékeny inaperturált polliniás virágporral rendelkező fajukkal. A termékeny inaperturált pollen gyakran (de nem mindig) a következő tulajdonságokkal párosul: vízi életmód, parazitizmus, rovarfogás, heterostília (többalakú virágok), szélbeporzás vagy pollinia (összetapadt pollenszemek). A legtöbb termékeny inaperturált pollen exine-je vékony, vagy csak a pollen egyes komponenseinél vastagszik meg, a többi, vékonyabb terület valószínűleg apertúraként működik.
Az inaperturált pollen, más hasítéktípusoktól eltérően nem köthető egyik tetrádtípushoz vagy meiotikus orsó-orientációhoz sem.[4]
- monoszulkát/monokolpát (egyhasítékú): az ősi zárvatermő pollen monoszulkát volt, a jelenkori fajok közül a Magnoliids kládra, a páfrányfenyőkre, az egyszikűek többségére, valamint sok nyitvatermőre jellemző forma.
- trikolpát/háromfelnyílású: a valódi kétszikűek megkülönböztető jegye.
- poliaperturát/ sok helyen felnyíló: a trikolpát típus egy származéka. Például a Buxales rend jellemzője.
- monoporát: a perjefélékre és palkafélékre (sásfélékre) jellemző.

## Pollenallergia
A pollenallergia a leggyakoribb allergiás megbetegedés a civilizált világban, a népesség mintegy 10-20%-át érinti. Változatlan növekedési ütem mellett hamarosan Magyarország lakosságának a fele szenved majd a pollenallergia tüneteitől.
Az allergiás reakciót nem az a viszonylag nagy méretű virágpor váltja ki, amelyet a méhek, a poszméhek, a lepkék vagy a szél szállít virágról virágra, hanem a fák, füvek, és egyéb virágos növények finomabb, szabad szemmel egyáltalán nem látható virágporszemcséi okozzák.
A Magyarországon tenyésző 250 000 féle virágzó növény közül 250 fajta gyom pollenje okozhat pollenallergiát. A szélmegporzású növények gyakran óriási mennyiségű pollent termelnek és szórnak szét a szélrózsa minden irányába. A parlagfű csupán egyetlen példánya képes 8 000 000 000 pollenszemet termelni (ez a növény a pollenallergia legfőbb okozója). Amennyiben egy köbméter levegőben 30-50 pollen van, már az kiválthatja a pollenallergiás tüneteket. A szél ezeket az apró virágporszemcséket pedig akár 400 km-es távolságba is elszállíthatja, így szinte lehetetlen elmenekülni előle. Ráadásul Európa legszennyezettebb, és a pollenallergia kapcsán legkitettebb területe éppen Magyarország.

## A pollenallergia kezelése
- Allergének elkerülése: A pollenallergia kezelése a leghatékonyabban a tüneteket kiváltó allergén elkerülésével, azaz egy pollenmentes vidék keresésével oldható meg. A parlagfű hosszú virágzási időszaka miatt az allergia kezelése még külföldi utazással is csak kivételes esetekben, elsősorban gyenge allergiánál jelenthet megoldást.
- A pollenallergia kezelése immunterápiával: A pollenallergia kezelése többnyire inkább preventív, de az allergia kezelése kapcsán szóba jöhet még a szervezet allergiás reakciókészségének javítását, átprogramozását célzó specifikus allergia kezelése ún. immunterápiás eljárásokkal. A pollenallergia kezelése ez esetben injekciók sorozatából áll, egy hónapon át az allergén kivonatát kell felszedni növekvő dózisokban. A pollenallergia kezelése ekkor arról szól, hogy a test ellenálló képességét annyira megnöveljék, hogy csak a legenyhébb pollenallergia-reakció jöjjön létre az allergénnel való találkozáskor.
- Pollenallergia gyógyszerek: Az allergia kezelése kapcsán a betegek több mint 90%-a gyógyszeres illetve alternatív gyógymódokat vesz igénybe. A pollenallergia kezelése gyógyszerekkel: antihisztaminok, szteroidok és az egyes szervekre szabott további gyógykezelések (pl. nyálkahártya-lohasztók, hörgőtágítók stb.). Az allergia kezelése gyógyszeres formában azonban csak tüneti kezelést tesz lehetővé. Az alkalmazott gyógyszerekkel a teljes tünetmentesség a legtöbb esetben nem érhető el.
- A pollenallergia kezelése fényterápiával: Az allergia kezelése kapcsán a bőrgyógyászatban már évtizedek óta használnak sikeresen különböző fényterápiákat. A fényterápiás pollenallergia-kezelés hátterében az a tudományosan igazolt tény áll, hogy az orrban, illetve a bőrben lezajló gyulladásos folyamatok nagyon hasonlóak. A fényterápia feltalálói – az allergia kezelése kapcsán – ezt szem előtt tartva kísérletezték ki a megfelelő és hatékony fényösszetételt.  A fényterápiás allergiakezelés egy olyan új lehetőség a pollenallergia, a parlagfűallergia és az orrdugulás tüneteiben szenvedők számára, amely az allergia kezelése során kihasználja az UV sugárzás immunszupresszív (az immunredszer aktivitását csökkentő) hatásait. Az allergia kezelése, a fényterápia hatékony fényösszetételének (UV-B (5%), UV-A (25%) és látható fény (70%)) köszönhetően, klinikailag igazoltan[6] csökkenti a pollenallergia, a parlagfűallergia tüneteit, és az allergia kezelése során hatékonyan mérsékli az orrfolyás, a tüsszögés, az orrviszketés és az orrdugulás tüneteit.[7]

## Begyűjtése, tárolása

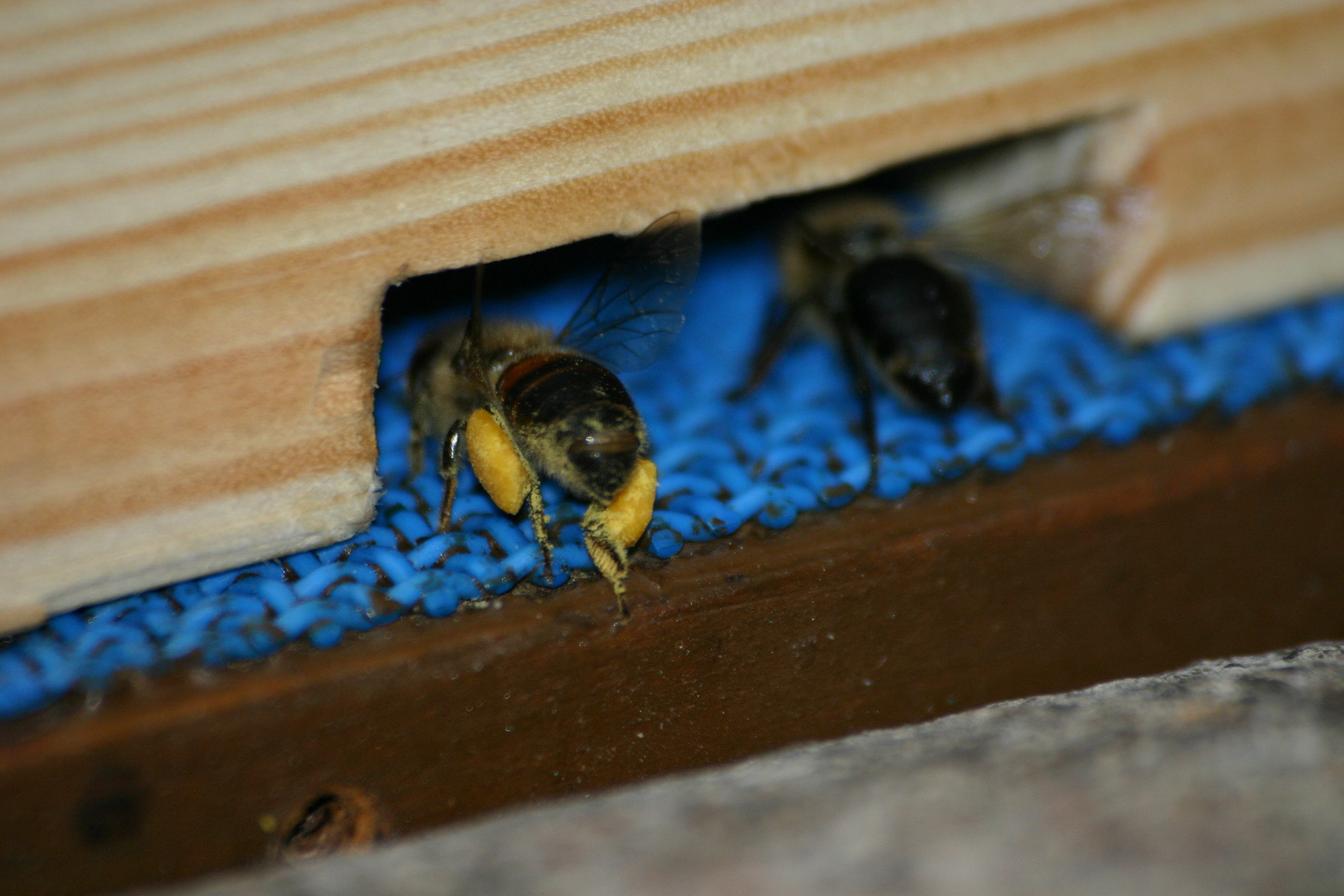
Virágporral hazatérő méh

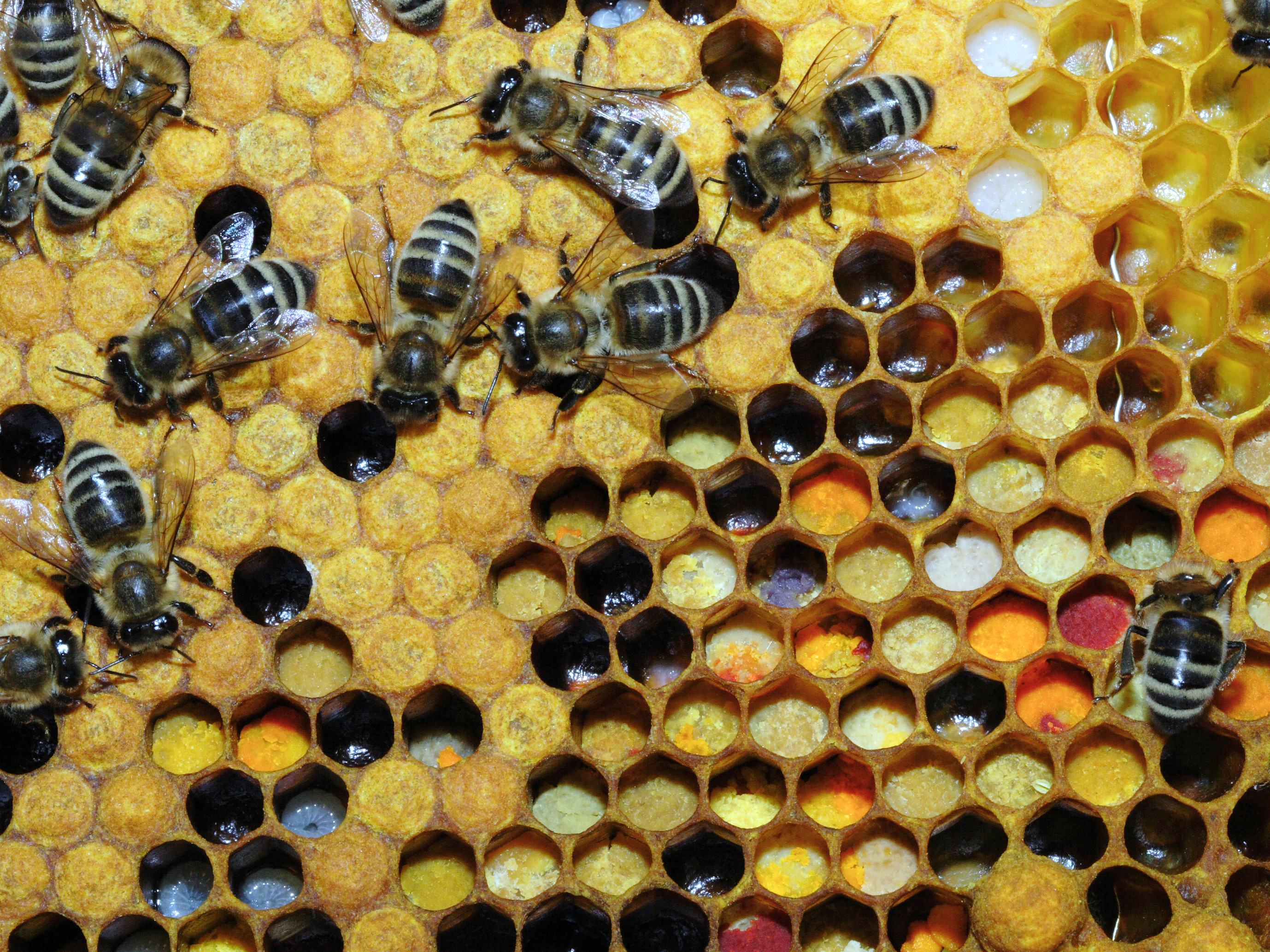
Különböző növényfajok pollenje méhsejtben

A méhek számára a virágpor fehérjeforrás. A virágporból származó tápanyagokat a zsírtest raktározza. A házi méh a növények és a mezőgazdaság számára is a legfontosabb beporzó, mivel családban telel át, szipókája elég hosszú a legtöbb virág beporzásához, és virághűsége miatt is. A legtöbb társas rovarfajnál nem család, hanem csak a megtermékenyített anyák telelnek át. A méhek már kora tavasszal nagyobb tömegben mehetnek beporozni az akkor nyíló növényeket. A virághűség azt jelenti, hogy a méhek ragaszkodnak egy adott növényfajhoz. Ha egyszerre virágzik a cseresznye, a szilva, és a sárgabarack, akkor csak a cseresznyevirágokat porozzák be. Ha elég nagy a méhsűrűség, akkor nincs gond a megporzással. Vannak országok, ahol a gazdák fizetnek a méhészeknek, hogy hozzájuk vigye a méheket beporozni.
A méhek főként a fiasítás számára gyűjtik a virágport. A dajkák is sok virágport igényelnek, hogy méhpempőt tudjanak termelni az álcák és az anya etetésére. Az anya a méhpempőből szerzi a fehérjét a peték szikanyagához. Emellett a többi méh is fogyaszt virágport. Jobban szeretik a friss virágport, mint a régit, de tartalékolnak is. A nektárhoz hasonlóan a virágport is konzerválják; a méhkenyér tejsavas erjedéssel készül. A fiasításhoz közel tárolják.
A virágpor begyűjtéséhez a méhész virágporcsapdát tesz fel a kaptár bejáratához, amit azonban csak szakaszosan ereszt le a fiasítás virágporigénye miatt. Erős gyűjtéskor nem szabad így virágport elvenni, különben tele mézgyomorral nem tudnak a gyűjtők hazamenni. A csapdába a méhek lábáról egyben esnek le a csomók. Vigyázni kell, hogy a család ne szenvedjen hiányt virágpor miatt, különben a fiasítást eszik meg, hogy fehérjeszükségletüket fedezzék. Az így gyűjtött virágpor nedves, azért ragad össze.
A begyűjtött nedves virágport laposan ki kell teregetni száradni. Száradásra legjobb a 40 Celsius-fok. Nem állhat 1 cm-nél vastagabban, különben nem szárad ki. Napon nem szárítható. Nedvesen hűtőben lehet megvédeni a gombáktól, a molyoktól és az atkáktól. A virágpor silózható is.
Ha nem találnak elég virágport, akkor a méhek lisztet, őrölt paprikát, olajpogácsa porát, a rozsdagombák spóráját, fűrészport vagy szénport. Ha a méhek buzgón hordják a pótszert, akkor a méhész következtethet a virágporhiányra. Mindezek azonban alkalmatlanok a fiasítás nevelésére. A legjobb pótszer a sörélesztő és a tejpor keveréke, de alkalmas a sörélesztő és a szójaliszt tejpor nélkül is. Beadható gyűjtetéssel, vagy kaptárban por alakban, lepényben vagy szörpben.

## Felhasználása
A virágpor, és a főként virágporból álló méhkenyér is ehető.
Nem táplálékkiegészítőnek, hanem élelmiszernek számít. Fehérjetartalma 7-35% között változik a növényfajtól függően. Legnagyobb mennyiségben szénhidrátot tartalmaz.
A méhek által természetes forrásból készített méz tartalmaz p-kumársavat, ami antioxidáns hatású.
Az U.S. Food and Drug Administration (FDA) az allergiától eltekintve ártalmatlannak találta a virágpor fogyasztását, azonban különféle szermaradványok, gombák vagy baktériumok további egészségügyi problémákat okozhatnak. Nincsenek tudományos bizonyítékok a virágpor pozitív egészségügyi hatásaira.